# Tsutsui Sadatsugu
Tsutsui Sadatsugu (筒井定次?   1562-1615) fue un samurái sobrino e hijo adoptivo de Tsutsui Junkei, daimyō de la provincia de Yamato.
A la muerte de Junkei en 1584, fue reubicado por Toyotomi Hideyoshi a la provincia de Iga, donde construyó el Castillo Iga Ueno. En el año 1600 participó durante la batalla de Sekigahara en apoyo a Tokugawa Ieyasu en contra de las tropas de Ishida Mitsunari, donde combatió a Uesugi Kagekatsu. 
En 1608 fue removido del gobierno bajo acusaciones de mala administración y el castillo le fue cedido a Tōdō Takatora.